# Савченко Станіслав Олександрович
Станіслав Олександрович Савченко (нар. 21 січня 1967) — український шахіст, гросмейстер від 1993 року.

## Шахова кар'єра
Наприкінці 1990-х років належав до числа провідних українських шахістів. 1997 року виступив на командному чемпіонаті світу, який відбувся в Люцерні, крім того двічі грав за збірну своєї країни на шахових олімпіадах, в обох випадках завойовував нагороди: срібну (Єреван, 1996) i бронзову (Еліста, 1998). Неодноразово брав участь у фіналах чемпіонатів України, двічі поділивши 1-ше місце (Львів 1988, разом з Олександром Морозом i Валерієм Невєровим, а також Алушта 1999, разом з Геннадієм Кузьміним, Олексієм Безгодовим, Олександром Моісеєнком, а також Андрієм Рахмангуловим). Взяв участь у Чемпіонаті світу ФІДЕ 2001/2002, який пройшов у Москві за олімпійською системою, де програв у 1-му колі Франсіско Вальєхо Понсові (на дограванні).
Виграв чи поділив 1-ше місце на турнірах:
- 1990 — Тузла (місто) (разом з Драгішею Благоєвичом),
- 1991 — Одеса (разом з Олександром Графом),
- 1992 — Геусдал,
- 1993 — Ростов-на-Дону, Геусдал (разом з Віктором Варавіним i Нухимом Рашковським),
- 1996 — Порторож (рахом зі Зденко Кожулом та Ігорем Новіковим),
- 1997 — Берлін (турнір Берлінер Соммер, разом з Костянтином Лернером, Володимиром Чучеловим i Юрієм Круппою), Єнакієве (разом з Георгієм Багатуровим i Олександром Морозом),
- 2000 — Порто-Сан-Джорджо (разом з Ігорем Глеком i Борисом Чаталбашевим), Париж (разом із, зокрема, Жоелем Лотьє, Зігурдсом Ланкою, Младеном Палачем, Владіміром Дімітровим, Андрієм Щекачовим i Олександром Шнайдером),
- 2003 — Бад-Верісгофен,
- 2004 — Бад-Цвестен (разом з Робертом Кемпіньським i Томасом Лутером),
- 2005 — Сонячний берег (разом з Борисом Чаталбашевим), Бад-Цвестен (разом з Вадимом Малахатьком, Клаусом Бішоффом, Віктором Івановим, Петаром Геновим, Анатолієм Донченком i Євгеном Мірошниченком), Варна (разом з Антоном Ситниковим),
- 2006 — Марсель (разом з Ніколасом Бруннером, Лігниця (разом з Сергієм Овсеєвичом), Малакофф (разом з Олегом Гладишевим), Монпельє (разом з Радославом Єдинаком, Хішамом Хамдуші, Марціном Дзюбою i Марком Гебденом),
- 2007 — Бад-Цвестен (разом із Сергієм Федорчуком).

Найвищий рейтинг Ело дотепер мав станом на 1 січня 1998 року, досягнувши 2595 пунктів ділив тоді 78-89-те місце в світовій класифікації ФІДЕ, водночас посідав 6-те місце серед українських шахістів.

## Турнірні результати

### Чемпіонати України
Станіслав Савченко зіграв у чотирьох фінальних турнірах чемпіонатів України, набравши загалом 32 з 48 можливих очок (+21-5=22).
| Рік  | Місто  | Турнір                 | + | − | = | Результат | Місце  |
| ---- | ------ | ---------------------- | - | - | - | --------- | ------ |
| 1988 | Львів  | 57-й чемпіонат України | 7 | 2 | 6 | 10 з 15   | Silver |
| 1989 | Херсон | 58-й чемпіонат України | 5 | 2 | 8 | 9 з 15    | 6      |
| 1994 | Алушта | 63-й чемпіонат України | 5 | 1 | 3 | 6½ з 9    | 7—12   |
| 1999 | Алушта | 68-й чемпіонат України | 4 | 0 | 5 | 6½ з 9    | Bronze |

## Зміни рейтингу
| На цьому місці має відображатися графік чи діаграма, однак з технічних причин його відображення наразі вимкнено. Будь ласка, не видаляйте код, який викликає це повідомлення. Розробники вже працюють для того, щоби відновити штатне функціонування цього графіка або діаграми. | |
| | На цьому місці має відображатися графік чи діаграма, однак з технічних причин його відображення наразі вимкнено. Будь ласка, не видаляйте код, який викликає це повідомлення. Розробники вже працюють для того, щоби відновити штатне функціонування цього графіка або діаграми. |